# 矢野四年生
矢野 四年生（やの よねお、1929年 - 2001年）は作家、小学校教師。子どもの本研究家。日本子どもの本研究会・理事。熊本県菊池郡津田村（現・菊陽町）出身。加藤清正に関する著書が多い。
1929年、熊本県で生まれた。熊本師範学校、玉川大学教育学部を卒業した。1976年当時、東京都足立区立千寿第七小学校（現・千寿桜小学校）に勤務。

## 著書
- 「伝記加藤清正」（のべる出版）
- 「加藤清正・治水編」（清水弘文堂）
- 「加藤清正・築城編・宗教編」（熊本日日情報文化センター）
- 「加藤清正・武将編」（熊本日日情報文化センター）
- 日本子どもの本研究会 編『子どものための伝記の本』いづみ書房〈くさぶえ文庫⑤〉、1976年8月1日。NDLJP:12275204。(要登録)